# Dębno (Nowa Słupia)
Pour les articles homonymes, voir Dębno.
Dębno est une localité polonaise de la gmina de Nowa Słupia, située dans le powiat de Kielce en voïvodie de Sainte-Croix.